# Терліцці
Терліцці (італ. Terlizzi) — муніципалітет в Італії, у регіоні Апулія,  метрополійне місто Барі.
Терліцці розташоване на відстані близько 350 км на схід від Рима, 27 км на захід від Барі.
Населення — 27 107 осіб (2014).
Щорічний фестиваль відбувається 23 квітня. Покровитель — Santa Maria di Sovereto, San Michele e Santa Maria del Rosario.

## Демографія
Населення за роками:

Станом на 1 січня 2023 року в муніципалітеті офіційно проживали 603 іноземці з 35 країн, серед них 106 громадян країн Євросоюзу та 7 громадян України.

## Сусідні муніципалітети
- Бішельє
- Бітонто
- Джовінаццо
- Мольфетта
- Руво-ді-Пулья